# Lipac
Lipac (cyr. Липац) – wieś w Bośni i Hercegowinie, w Republice Serbskiej, w mieście Doboj. W 2013 roku liczyła 1246 mieszkańców.